# Cali Iz Active
Pour les articles homonymes, voir Cali.
Albums de Tha Dogg Pound
Dillinger & Young Gotti II: Tha Saga Continuez...
(2005) Dogg Chit
(2007)
Singles
1. Cali Iz Active
Sortie : 3 juin 2006

Cali Iz Active est le quatrième album studio de Tha Dogg Pound, sorti le 27 juin 2006.
L'album s'est classé 1er au Top Independent Albums, 5e au Top R&B/Hip-Hop Albums et 28e au Billboard 200.

## Liste des titres
| No  | Titre                                                                                         | Contient un (des) sample(s) de                                                                                                   | Durée |
| --- | --------------------------------------------------------------------------------------------- | --- | ----- |
| 1.  | Cali Iz Active (featuring Snoop Dogg – Produit par Battlecat)                                 | Radio Activity de Royal Cash | 4:44  |
| 2.  | Kushn N' Pushn (Produit par L.T. Moe)                                                         | | 4:08  |
| 3.  | Sittin on 23'z (Produit par Swizz Beatz)                                                      | | 3:45  |
| 4.  | Stop Lyin' (Produit par Battlecat)                                                            | La Di Da Di de Doug E. Fresh et Slick Rick                                                                                       | 4:19  |
| 5.  | It's Craccin All Night (featuring Snoop Dogg et Diddy – Produit par Jeffrey « J-Dub » Walker) | Knowledge Me d'Original Concept                                                                                                  | 5:28  |
| 6.  | Slow Your Roll (Produit par Soopafly)                                                         | | 4:04  |
| 7.  | Heavyweights (featuring Snoop Dogg – Produit par Ryan Leslie)                                 | | 3:57  |
| 8.  | Keep It Gangsta (featuring The Lady of Rage – Produit par Soopafly)                           | U Can't Touch This de MC Hammer Color Blind d'Ice Cube, WC and the Maad Circle et King Tee featuring Deadly Threat, Kam et J-Dee | 5:02  |
| 9.  | Hard on a Hoe (featuring Nate Dogg, RBX et Snoop Dogg – Produit par Rick Rock)                | | 4:00  |
| 10. | It's All Hood (featuring Snoop Dogg, Ice Cube et Traci Nelson – Produit par Battlecat)        | Hollywood Squares du Bootsy's Rubber Band                                                                                        | 4:53  |
| 11. | Faknass Hoes (featuring David Banner – Produit par David Banner)                              | | 4:14  |
| 12. | Don't Sweat It (featuring Snoop Dogg, Nate Dogg et RBX – Produit par 1500)                    | | 3:53  |
| 13. | Make Dat Pussy Pop (featuring Paul Wall – Produit par Bangladesh)                             | | 4:04  |
| 14. | Thrown Up Da C (Produit par Soopafly)                                                         | | 4:11  |
| 15. | Face 2 Face (featuring Snoop Dogg – Produit par Battlecat)                                    | | 4:23  |
| 16. | She Likes Dat (featuring Snoop Dogg – Produit par Jazze Pha)                                  | | 3:48  |